# Lycosa mukana
Lycosa mukana este o specie de păianjeni din genul Lycosa, familia Lycosidae, descrisă de Roewer, 1960.
Este endemică în Congo. Conform Catalogue of Life specia Lycosa mukana nu are subspecii cunoscute.